# كأس أوكرانيا 1998–99
كأس أوكرانيا 1998–99 (بالأوكرانية: Кубок України з футболу 1998—1999)‏ هو الموسم 8 من كأس أوكرانيا. أقيم خلال الفترة 1 أغسطس 1998 وحتى 30 مايو 1999، وكان عدد الأندية المشاركة فيه 63، وفاز فيه دينامو كييف.